# Coupe de la Ligue française de football 2004-2005
Navigation
Coupe de la Ligue française 2003-2004 Coupe de la Ligue française 2005-2006
La Coupe de la Ligue française de football 2004-2005 est la onzième édition de la Coupe de la Ligue de football en France. La compétition est remportée par le Racing Club de Strasbourg, dont c'est le deuxième titre après 1997, contre le Stade Malherbe Caen Calvados Basse-Normandie en finale sur le score de 2 buts à 1.

## Déroulement de la compétition
NB : le club inscrit en premier est le club qui joue à domicile.

### Premier tour
Les matchs ont eu lieu les 5, 6 et 8 octobre 2004.
5 octobre
- Montpellier HSC 1 - 0 Besançon RC (après prolongation)
- Clermont Foot 3 - 1 FC Rouen (après prolongation)
- Le Havre AC 5 - 0 ASOA Valence
- ES Wasquehal 0 - 1 Stade Brestois

6 octobre
- CS Sedan-Ardennes 1 - 1 SCO Angers (3-2 aux tirs au but)
- ES Troyes AC 2 - 2 Amiens SC (3-2 aux tirs au but)
- US Créteil-Lusitanos 1 - 0 FC Gueugnon
- LB Châteauroux 0 - 1 Stade lavallois
- Le Mans UC 0 - 0 Grenoble Foot (4-3 aux tirs au but)
- FC Lorient 1 - 2 EA Guingamp

8 octobre
- Dijon FCO 1 - 0 Chamois niortais FC
- AS Nancy-Lorraine 2 - 2 Stade de Reims (3-5 aux tirs au but)

### Seizièmes de finale
Les seizièmes de finale voient l'entrée dans la compétition des équipes de L1. Les matches ont eu lieu les 9 et 10 novembre.
9 novembre
- Le Havre AC 4 - 1 Le Mans UC
- CS Sedan-Ardennes 0 - 1 AS Monaco
- Montpellier HSC 3 - 1 Stade de Reims
- AC Ajaccio 0 - 2 SM Caen
- Clermont Foot 0 - 0 Toulouse FC (5-4 aux tirs au but)
- ES Troyes AC 1 - 3 RC Strasbourg (après prolongation)
- AS Saint-Étienne 3 - 1 US Créteil-Lusitanos
- FC Metz 1 - 2 SC Bastia (après prolongation)
- Dijon FCO 2 - 1 Girondins de Bordeaux (après prolongation)
- Stade Brestois 1 - 2 FC Sochaux
- OGC Nice 1 - 1 RC Lens (4-5 aux tirs au but)

10 novembre
- Stade rennais FC 1 - 1 AJ Auxerre (3-5 aux tirs au but)
- Lille OSC 3 - 2 Olympique lyonnais (après prolongation)
- FC Nantes 2 - 1 Stade lavallois
- EA Guingamp 4 - 2 FC Istres (après prolongation)
- Olympique de Marseille 2 - 3 Paris SG

### Tableau final
À partir de ce stade de la compétition, il n'y a plus de tirage au sort et les équipes savent déjà contre qui elles vont jouer si elles passent le tour.
|  | Huitièmes de finale                     | Huitièmes de finale                     |                 |      | Quarts de finale                             | Quarts de finale                             |  |  | Demi-finales                      | Demi-finales                      |  |  | Finale                     | Finale                     |
|  | Huitièmes de finale                     | Huitièmes de finale                     |                 |      | Quarts de finale                             | Quarts de finale                             |  |  | Demi-finales                      | Demi-finales                      |  |  | Finale                     | Finale                     |
|  |                                         |                                         |                 |      |                                              |                                              |  |  |                                   |                                   |  |  |                            |                            |
|  | 22 décembre - Stade de l'Abbé-Deschamps | 22 décembre - Stade de l'Abbé-Deschamps |                 |      | 19 janvier - Stade de l'Abbé-Deschamps (tab) | 19 janvier - Stade de l'Abbé-Deschamps (tab) |  |  | 2 février - Stade Michel-d'Ornano | 2 février - Stade Michel-d'Ornano |  |  | 30 avril - Stade de France | 30 avril - Stade de France |
|  | 22 décembre - Stade de l'Abbé-Deschamps | 22 décembre - Stade de l'Abbé-Deschamps |                 |      | 19 janvier - Stade de l'Abbé-Deschamps (tab) | 19 janvier - Stade de l'Abbé-Deschamps (tab) |  |  | 2 février - Stade Michel-d'Ornano | 2 février - Stade Michel-d'Ornano |  |  | 30 avril - Stade de France | 30 avril - Stade de France |
|  | AJ Auxerre                              | 2                                       |                 |      | 19 janvier - Stade de l'Abbé-Deschamps (tab) | 19 janvier - Stade de l'Abbé-Deschamps (tab) |  |  | 2 février - Stade Michel-d'Ornano | 2 février - Stade Michel-d'Ornano |  |  | 30 avril - Stade de France | 30 avril - Stade de France |
|  | AJ Auxerre                              | 2                                       |                 |      | 19 janvier - Stade de l'Abbé-Deschamps (tab) | 19 janvier - Stade de l'Abbé-Deschamps (tab) |  |  | 2 février - Stade Michel-d'Ornano | 2 février - Stade Michel-d'Ornano |  |  | 30 avril - Stade de France | 30 avril - Stade de France |
|  | FC Nantes                               | 1                                       |                 |      | 19 janvier - Stade de l'Abbé-Deschamps (tab) | 19 janvier - Stade de l'Abbé-Deschamps (tab) |  |  | 2 février - Stade Michel-d'Ornano | 2 février - Stade Michel-d'Ornano |  |  | 30 avril - Stade de France | 30 avril - Stade de France |
|  | FC Nantes                               | 1                                       | AJ Auxerre      | 1(5) |                                              |                                              |  |  | 2 février - Stade Michel-d'Ornano | 2 février - Stade Michel-d'Ornano |  |  | 30 avril - Stade de France | 30 avril - Stade de France |
|  | 22 décembre - Stade Auguste Bonal (tab) |                                         | AJ Auxerre      | 1(5) |                                              |                                              |  |  | 2 février - Stade Michel-d'Ornano | 2 février - Stade Michel-d'Ornano |  |  | 30 avril - Stade de France | 30 avril - Stade de France |
|  |                                         | SM Caen                                 | 1(6)            |      |                                              |                                              |  |  | 2 février - Stade Michel-d'Ornano | 2 février - Stade Michel-d'Ornano |  |  | 30 avril - Stade de France | 30 avril - Stade de France |
|  | FC Sochaux                              | SM Caen                                 | 1(6)            | 0(3) |                                              |                                              |  |  | 2 février - Stade Michel-d'Ornano | 2 février - Stade Michel-d'Ornano |  |  | 30 avril - Stade de France | 30 avril - Stade de France |
|  | FC Sochaux                              | 19 janvier - Stade de la Mosson         |                 | 0(3) |                                              |                                              |  |  | 2 février - Stade Michel-d'Ornano | 2 février - Stade Michel-d'Ornano |  |  | 30 avril - Stade de France | 30 avril - Stade de France |
|  | SM Caen                                 | 0(4)                                    |                 |      |                                              |                                              |  |  | 2 février - Stade Michel-d'Ornano | 2 février - Stade Michel-d'Ornano |  |  | 30 avril - Stade de France | 30 avril - Stade de France |
|  | SM Caen                                 | 0(4)                                    | SM Caen         | 3    |                                              |                                              |  |  |                                   |                                   |  |  | 30 avril - Stade de France | 30 avril - Stade de France |
|  | 21 décembre - Stade de la Mosson        |                                         | SM Caen         | 3    |                                              |                                              |  |  |                                   |                                   |  |  | 30 avril - Stade de France | 30 avril - Stade de France |
|  |                                         | AS Monaco                               | 1               |      |                                              |                                              |  |  |                                   |                                   |  |  | 30 avril - Stade de France | 30 avril - Stade de France |
|  | Montpellier HSC                         | AS Monaco                               | 1               | 1    |                                              |                                              |  |  |                                   |                                   |  |  | 30 avril - Stade de France | 30 avril - Stade de France |
|  | Montpellier HSC                         | 1er février - Stade de la Meinau        |                 | 1    |                                              |                                              |  |  |                                   |                                   |  |  | 30 avril - Stade de France | 30 avril - Stade de France |
|  | Paris SG                                | 0                                       |                 |      |                                              |                                              |  |  |                                   |                                   |  |  | 30 avril - Stade de France | 30 avril - Stade de France |
|  | Paris SG                                | 0                                       | Montpellier HSC | 1    |                                              |                                              |  |  |                                   |                                   |  |  | 30 avril - Stade de France | 30 avril - Stade de France |
|  | 21 décembre - Stade Louis-II            |                                         | Montpellier HSC | 1    |                                              |                                              |  |  |                                   |                                   |  |  | 30 avril - Stade de France | 30 avril - Stade de France |
|  |                                         | AS Monaco                               | 2               |      |                                              |                                              |  |  |                                   |                                   |  |  | 30 avril - Stade de France | 30 avril - Stade de France |
|  | AS Monaco                               | AS Monaco                               | 2               | 1    |                                              |                                              |  |  |                                   |                                   |  |  | 30 avril - Stade de France | 30 avril - Stade de France |
|  | AS Monaco                               | 19 janvier - Stade de la Meinau         |                 | 1    |                                              |                                              |  |  |                                   |                                   |  |  | 30 avril - Stade de France | 30 avril - Stade de France |
|  | EA Guingamp                             | 0                                       |                 |      |                                              |                                              |  |  |                                   |                                   |  |  | 30 avril - Stade de France | 30 avril - Stade de France |
|  | EA Guingamp                             | 0                                       | SM Caen         | 1    |                                              |                                              |  |  |                                   |                                   |  |  |                            |                            |
|  | 21 décembre - Stade de la Meinau (tab)  |                                         | SM Caen         | 1    |                                              |                                              |  |  |                                   |                                   |  |  |                            |                            |
|  |                                         | RC Strasbourg                           | 2               |      |                                              |                                              |  |  |                                   |                                   |  |  |                            |                            |
|  | RC Strasbourg                           | RC Strasbourg                           | 2               | 1(4) |                                              |                                              |  |  |                                   |                                   |  |  |                            |                            |
|  | RC Strasbourg                           |                                         |                 | 1(4) |                                              |                                              |  |  |                                   |                                   |  |  |                            |                            |
|  | Lille OSC                               | 1(2)                                    |                 |      |                                              |                                              |  |  |                                   |                                   |  |  |                            |                            |
|  | Lille OSC                               | 1(2)                                    | RC Strasbourg   | 3    |                                              |                                              |  |  |                                   |                                   |  |  |                            |                            |
|  | 21 décembre - Stade Gabriel-Montpied    |                                         | RC Strasbourg   | 3    |                                              |                                              |  |  |                                   |                                   |  |  |                            |                            |
|  |                                         | Clermont Foot                           | 2               |      |                                              |                                              |  |  |                                   |                                   |  |  |                            |                            |
|  | Clermont Foot                           | Clermont Foot                           | 2               | 4    |                                              |                                              |  |  |                                   |                                   |  |  |                            |                            |
|  | Clermont Foot                           | 18 janvier - Stade Félix-Bollaert       |                 | 4    |                                              |                                              |  |  |                                   |                                   |  |  |                            |                            |
|  | Dijon FCO                               | 0                                       |                 |      |                                              |                                              |  |  |                                   |                                   |  |  |                            |                            |
|  | Dijon FCO                               | 0                                       | RC Strasbourg   | 1    |                                              |                                              |  |  |                                   |                                   |  |  |                            |                            |
|  | 21 décembre - Stade Armand Cesari       |                                         | RC Strasbourg   | 1    |                                              |                                              |  |  |                                   |                                   |  |  |                            |                            |
|  |                                         | AS Saint-Étienne                        | 0               |      |                                              |                                              |  |  |                                   |                                   |  |  |                            |                            |
|  | SC Bastia                               | AS Saint-Étienne                        | 0               | 0    |                                              |                                              |  |  |                                   |                                   |  |  |                            |                            |
|  | SC Bastia                               |                                         |                 | 0    |                                              |                                              |  |  |                                   |                                   |  |  |                            |                            |
|  | RC Lens                                 | 1                                       |                 |      |                                              |                                              |  |  |                                   |                                   |  |  |                            |                            |
|  | RC Lens                                 | 1                                       | RC Lens         | 0    |                                              |                                              |  |  |                                   |                                   |  |  |                            |                            |
|  | 21 décembre - Stade Jules Deschaseaux   |                                         | RC Lens         | 0    |                                              |                                              |  |  |                                   |                                   |  |  |                            |                            |
|  |                                         | AS Saint-Étienne                        | 3               |      |                                              |                                              |  |  |                                   |                                   |  |  |                            |                            |
|  | Le Havre AC                             | AS Saint-Étienne                        | 3               | 0    |                                              |                                              |  |  |                                   |                                   |  |  |                            |                            |
|  | Le Havre AC                             |                                         |                 | 0    |                                              |                                              |  |  |                                   |                                   |  |  |                            |                            |
|  | AS Saint-Étienne                        | 1                                       |                 |      |                                              |                                              |  |  |                                   |                                   |  |  |                            |                            |
|  | AS Saint-Étienne                        | 1                                       |                 |      |                                              |                                              |  |  |                                   |                                   |  |  |                            |                            |

À noter : Cette compétition ne comprend pas de match pour la troisième place entre les deux perdants des demi-finales

### Finale
La finale de la Coupe de la ligue eut lieu le 30 avril 2005 au Stade de France devant 78 732 spectateurs. Elle opposait le SM Caen au RC Strasbourg et c'est le club alsacien qui s'est imposé grâce à des buts de Mamadou Niang (38e) et un superbe coup franc de Jean-Christophe Devaux (79e) contre un but de Sébastien Mazure (42e) pour Caen.
| Samedi 30 avril 2005 | SM Caen | 1-2   | RC Strasbourg | Stade de France, Saint-Denis                      |                                                   |
|                      |         | (1-1) |               | Spectateurs : 78 732 Arbitrage : Gilles Veissière | Spectateurs : 78 732 Arbitrage : Gilles Veissière |
|                      | Rapport |       |               | Spectateurs : 78 732 Arbitrage : Gilles Veissière | Spectateurs : 78 732 Arbitrage : Gilles Veissière |

| SM Caen        |    |                  |     |     |
|                |    |                  |     |     |
| Gardien de but | 16 | Vincent Planté   |     |     |
|                | 2  | Nicolas Seube    |     |     |
|                | 5  | Aziz Ben Askar   |     |     |
|                | 6  | Ronald Zubar     |     | 84e |
|                | 21 | Ibrahima Faye    |     |     |
|                | 33 | Jérémy Sorbon    |     |     |
|                | 4  | Steve Dugardein  |     | 89e |
|                | 7  | Anthony Deroin   |     |     |
|                | 14 | Yohan Eudeline   |     | 75e |
|                | 2  | Reynald Lemaitre |     |     |
|                | 9  | Sébastien Mazure | 42e |     |
| Remplaçants :  |    |                  |     |     |
|                | 17 | Cyrille Watier   |     | 84e |
|                | 15 | Jimmy Hebert     |     | 89e |
|                | 29 | Benoît Lesoimier |     | 75e |
|                | 22 | Cédric Hengbart  |     |     |
|                | 1  | Steeve Elana     |     |     |
| Entraineur :   |    |                  |     |     |
| Patrick Remy   |    |                  |     |     |

| RC Strasbourg     |    |                        |     |     |
|                   |    |                        |     |     |
| Gardien de but    | 22 | Rémy Vercoutre         |     |     |
|                   | 3  | Jean-Christophe Devaux | 79e |     |
|                   | 5  | Cédric Kanté           |     |     |
|                   | 7  | Alexander Farnerud     |     |     |
|                   | 15 | Arthur Boka            |     | 86e |
|                   | 18 | Pascal Johansen        |     |     |
|                   | 19 | Guillaume Lacour       |     |     |
|                   | 20 | Yacine Abdessadki      |     | 70e |
|                   | 24 | Sidi Keita             |     |     |
|                   | 9  | Mickaël Pagis          |     |     |
|                   | 11 | Mamadou Niang          | 38e |     |
| Remplaçants :     |    |                        |     |     |
|                   | 14 | Ulrich Le Pen          |     | 86e |
|                   | 2  | Yves Deroff            |     | 70e |
|                   | 13 | Salim Arrache          |     |     |
|                   | 4  | Christian Bassila      |     |     |
|                   | 16 | Stéphane Cassard       |     |     |
| Entraineur :      |    |                        |     |     |
| Jacky Duguépéroux |    |                        |     |     |